# Maria da Piedade de Jesus
Maria da Piedade de Jesus (* 1963 in Moçâmedes) ist eine angolanische Afrikaarchäologin und Anthropologin. Sie ist seit Juni 2019 Kulturministerin von Angola.

## Leben
Sie besuchte die Primarschule zunächst im Município Chongorói in der Provinz Benguela und in der Stadt Benguela, wo sie auch die Sekundarschule beendete. Im Alter von 12 Jahren wurde sie in Chongorói Mitglied der Jugendorganisation OPA der MPLA. Seit 1982 war sie am dortigen Museu Nacional de Arqueologia als wissenschaftliche Assistentin beschäftigt. Ihren ersten Studienabschluss erwarb sie in Geschichte an der Universidade Agostinho Neto in Benguela, den Masterabschluss (2004) sowie das Diplôme d’études approfondies (DEA) (2005) in afrikanischer Archäologie an der Université Paris 1 Panthéon-Sorbonne, wo sie 2010 in Paläoanthropologie promoviert wurde.
In den Jahren 2006–2013 war sie Dozentin für Archäologie an der Universidade Katyavala Bwila (ehemals Universidade Agostinho Neto) in Benguela, 2015–2017 Dozentin sowie Leiterin des Fachbereichs Archäologie und Anthropologie an der Universidade Agostinho Neto in Luanda. Als Koordinatorin brachte sie das Projekt Mbanza Kongo am 8. Juli 2017 auf die Liste des Weltkulturerbes der UNESCO. Sie ist in gleicher Funktion ebenfalls bemüht, die prähistorischen Felsbilder von Chitundo-Hulo auf diese Liste zu bringen.

## Politische Laufbahn
Seit 2005 ist sie Mitglied der Angolanischen Frauenorganisation (Organização da Mulher Angolana). Im Jahr 2013 wurde Maria da Piedade de Jesus zur Generaldirektorin des Instituts für das Nationale Kulturerbe (Instituto Nacional do Património Cultural) ernannt, im gleichen Jahr war sie auch Leiterin der Schulverwaltung im Stadtzentrum von Benguela, 2014–2015 in Coqueiro und 2016–2018 in Cacuaco. Im Juni 2019 wurde sie von Präsident João Lourenço in Nachfolge von Carolina Cerqueira zur Kulturministerin ernannt, davor war sie bereits Staatssekretärin in diesem Ministerium.

## Veröffentlichungen
- Manuel Gutierrez, Claude Guérin, Maria Piedade de Jesus, Maria Léna: Exploitation d’un grand cétacé au Paléolithique Inferieur: Le site de Dungo V à Baia-Farta (Benguela-Angola). In: Comptes Rendus de l’Académie des Sciences Serie IIA Sciences de la terre et des planétes 332, 2001, S. 357–362.
- Manuel Gutierrez, Claudine Karlin, Claude Guérin, Jérémie Vosges (França), Maria Léna: Le chantier-Ecole de fouilles archéologiques de Baia-Farta (Benguela-Angola). In: Africa: Archéologie & Art 2, 2002–2003, S. 197–108.
- Maria Piedade de Jesus: Recherche sur le Paléolithique Inferieur en Angola: Resumo do trabalho de Defesa do primeiro ano de mestrado em arqueologia Africana. In: Africa: Archéologie & Art 3, 2004–2005
- Maria Piedade de Jesus: Essai d’étude traceologique d’un corpus lithique Acheuléen du Sun d’Angola. Resumo do trabalho d defesa dos DEA (Estudos Aprofundados) em Arqueologia Africana. In: Africa: Archéologie & Art 4, 2006
- Manuel Gutierrez, Claude Guérin, Claudine Karlin, Maria da Piedade de Jesus, M. L. Benjamin, A.-E. Lebartard, D. L. Bourlés; R. Braucher; L. Leanni: Recherche archéologique à Dungo (Angola). Un site de Charognage de Baleine de plus d’un million d’années. In: Africa: Archéologie & Art 6, 2010, S. 25–47.
- Maria da Piedade de Jesus: Recherche sur le Paléolithique Inferieur de la Bande Côtiére d’Angola. Etude comparative tecno-typologique et tracéologique du matériel lithique des sites de Dungo IV, Dungo V, Dungo XII. In: Africa: Archéologie & Art 6, 2010, S. 103–105 (Zusammenfassung der Dissertation, Digitalisat).
- Maria da Piedade de Jesus: Pesquisas arqueológicas em Pré-História. Memória da cultura da Região Leste de Angola. Catalogo do museu do Dundo, Ministério da Cultura, 2012.